# Hatod
Hatod é uma cidade e uma nagar panchayat no distrito de Indore, no estado indiano de Madhya Pradesh.

## Geografia
Hatod está localizada a 22° 48′ N, 75° 44′ L. Tem uma altitude média de 559 metros (1833 pés).

## Demografia
Segundo o censo de 2001, Hatod tinha uma população de 9030 habitantes. Os indivíduos do sexo masculino constituem 51% da população e os do sexo feminino, 49%. Hatod tem uma taxa de alfabetização de 54%, inferior à média nacional de 59,5%: a alfabetização no sexo masculino é de 67% e no sexo feminino é de 39%. Em Hatod, 16% da população estão abaixo dos 6 anos de idade.